# Holiday (песня Lil Nas X)
«Holiday» — песня американского рэпера Lil Nas X, выпущенная 13 ноября 2020 года в качестве сингла на лейбле Columbia Records. Композиция посвящена Рождеству и новогодним праздникам.

## Предыстория
Впервые о треке стало известно 4 ноября 2020 года, когда Lil Nas X опубликовал в своём Instagram-аккаунте пост «nasvember». Следующий сниппет и сопровождающее его музыкальное видео были опубликованы 8 ноября того же года во время игры профессиональных американских футбольных команд Тампа-Бэй Бакканирс и Нью-Орлеан Сэйнтс.

## Видеоклипы
«The Origins of Holiday» (трейлер)
Музыкальное видео под названием «The Origins of Holiday» было выпущено 8 ноября 2020 года. В начале видео включён отрывок из песни «Old Town Road», который позднее перетекает в «Holiday». Сам же клип повествует о том, как нетрезвый Санта «вываливается» из салуна, а Lil Nas X берёт его колпак и видит надпись «Ты — следующий Санта». Его лошадь превращается в оленя, а сам рэпер становится новым Сантой-Клаусом. Далее он собирается перенестись в 2020 год, однако уже после прыжка во времени Майкл Джей Фокс в образе ковбоя предупреждает его следующими словами:
Что бы ты ни делал, только не отправляйся в 2020 год»!—
«Holiday»
Релиз видеоклипа на трек состоялся 13 ноября 2020 года на официальном YouTube-канале Lil Nas X, в день выхода сингла. В нём Lil Nas X изображает четырёх персонажей, находящихся в футуристичной мастерской Санта-Клауса. Действие происходит 24 декабря 2220 года, в день Рождества. Затем он начинает раздавать подарки, управляя высокотехнологичными санями — красным Dodge Challenger, запряжённом оленями-роботами. Также в клип встроена рекламная интеграция консоли PlayStation 5, которую музыкант собирался подарить детям. Режиссёром видеоролика выступил Гибсон Хазард.

## Продвижение
10 ноября 2020 года Roblox анонсировала представление «Lil Nas X Concert Experience», которое было проведено 14 ноября того же года. Концерт был запущен для продвижения сингла, на котором Lil Nas X исполнил множество своих популярных песен. Как итог, мероприятие было признано успешным, собрав около 33 миллионов просмотров.

## Отзывы
Ульяна Пирогова из ТНТ Music заметила, что в «Holiday» рэпер решил не экспериментировать со звучанием, взяв за основу «бойкий трэп-бит» и напев поверх него «легко запоминающуюся мелодию».

## Участники записи
По данным Tidal.
- Lil Nas X — вокал, автор текста, композитор,
- Take A Daytrip — продюсер, композитор, автор текста, вокальный продюсер
- Tay Keith — продюсер, композитор, автор текста
- Джоселин Дональд — композитор, автор текста
- Тайлер Брукс — композитор, автор текста
- Дженна Эндрюс — бэк-вокал, вокальный продюсер
- Skaiwater — бэк-вокал
- Колин Леонард — мастеринг[англ.]
- Джордан «DJ Swivel» Янг — миксинг
- Дензел Батист — звукорежиссёр
- Хуан «Saucy» Пена — звукорежиссёр

## Чарты
| Чарт (2020—2021)                      | Высшая позиция |
| ------------------------------------- | -------------- |
| Австралия (ARIA)                      | 42             |
| Австрия (Ö3 Austria Top 40)           | 13             |
| Бельгия/Фландрия (Ultratop 50)        | 9              |
| Бельгия/Валлония (Ultratop 50)        | 16             |
| Великобритания (OCC UK Singles)       | 23             |
| Венгрия (Single Top 40)               | 20             |
| Венгрия (Stream Top 40)               | 4              |
| Германия (GfK)                        | 29             |
| Греция (IFPI)                         | 10             |
| Ирландия (IRMA)                       | 18             |
| Канада (Billboard Canadian Hot 100)   | 26             |
| Нидерланды (Single Top 100)           | 39             |
| Новая Зеландия (RMNZ)                 | 10             |
| Норвегия (VG-lista)                   | 10             |
| Португалия (AFP)                      | 36             |
| Словакия (Singles Digitál Top 100)    | 15             |
| США (Billboard Hot 100)               | 37             |
| США (Billboard Hot R&B/Hip-Hop Songs) | 11             |
| США (Billboard Pop Airplay)           | 25             |
| США (Billboard Rhythmic)              | 12             |
| Финляндия (Suomen virallinen lista)   | 7              |
| Франция (SNEP)                        | 70             |
| Чехия (Singles Digitál Top 100)       | 16             |
| Швейцария (Schweizer Hitparade)       | 26             |
| Швеция (Sverigetopplistan)            | 60             |
| TikTok                                | 9              |

## Сертификации
| Регион                                                                      | Сертификация | Продажи   |
| --------------------------------------------------------------------------- | ------------ | --------- |
| Бельгия (BEA)                                                               | Золотой      | 20 000    |
| США (RIAA)                                                                  | Платиновый   | 1 000 000 |
| Швейцария (IFPI Switzerland)                                                | Золотой      | 10 000    |
| Данные о продажах + прослушиваниях приведены только на основе сертификации. |              |           |

## История релиза
| Регион    | Дата           | Формат                        | Лейбл    | Прим.  |
| --------- | -------------- | ----------------------------- | -------- | ------ |
| Различный | 13 ноября 2020 | цифровая дистрибуция стриминг | Columbia | [ 42 ] |
| США       | 17 ноября 2020 | contemporary hit radio        | Columbia | [ 43 ] |
| США       | 17 ноября 2020 | rhythmic contemporary         | Columbia | [ 44 ] |
| Италия    | 20 ноября 2020 | contemporary hit radio        | Columbia | [ 45 ] |
| США       | 18 января 2021 | hot adult contemporary        | Columbia | [ 46 ] |